# Gentiana frigida
Gentiana frigida är en gentianaväxtart som beskrevs av Hänke. Gentiana frigida ingår i släktet gentianor, och familjen gentianaväxter. Inga underarter finns listade i Catalogue of Life.